# Бистрица (Јајце)
Бистрица је насељено мјесто у Босни и Херцеговини у Општини Јајце које административно припада Федерацији Босне и Херцеговине. Према попису становништва из 1991. у насељу је живјело 1.236 становника.

## Становништво
| Националност       | 1991.        | 1981.        | 1971.        |
| Хрвати             | 946 (76,53%) | 789 (76,90%) | 596 (77,70%) |
| Муслимани          | 279 (22,57%) | 234 (22,80%) | 170 (22,16%) |
| Срби               | 0            | 1 (0,09%)    | 0            |
| Југословени        | 1 (0,08%)    | 2 (0,19%)    | 0            |
| остали и непознато | 10 (0,80%)   | 0            | 1 (0,13%)    |
| Укупно             | 1.236        | 1.026        | 767          |